# Colemania sphenarioides
Colemania sphenarioides är en insektsart som beskrevs av Bolívar, I. 1910. Colemania sphenarioides ingår i släktet Colemania och familjen Pyrgomorphidae. Inga underarter finns listade i Catalogue of Life.